# جامعة محمد الخامس السويسي
جامعة محمد الخامس السويسي جامعة مغربية يوجد مقرها في منطقة السويسي في العاصمة المغربية الرباط.
استقلت سنة 1993م عن جامعة محمد الخامس التي تأسست سنة 1955م.
بلغ عدد طلبة وطالبات جامعة محمد الخامس السويسي (في الموسم الجامعي 2005-2006م) حوالي 18,531 طالب وطالبة.

## لمحة تاريخية
افتتحت جامعة محمد الخامس السويسي رسميا في 21 ديسمبر 1957 كجزء من جامعة محمد الخامس قبل أن تنفصل عنها في عام 1992. وفي 1 سبتمبر 2014 دُمجت جامعة محمد الخامس السويسي مع جامعة محمد الخامس أكدال بموجب الظهير الشريف رقم 1.14.92 الصادر في 12 مايو 2014 ليكونا معا جامعة محمد الخامس بالرباط. كان دمج الجامعتين في جامعة واحدة بهدف تعزيز علاقات كلا الجامعتين مع مراكز البحث والفاعلين الاقتصاديين وتحسين جودة الخدمة العمومية للتعليم العالي والبحث العلمي وتعزيز انسجام التكوينات المتاحة إلى جانب ترشيد وتدبير الموارد البشرية والإمكانيات المالية. كان الظهير الشريف الذي يقضي بدمج الجامعتين قد صدر بناءًا على مقترح قانون تقدم به فريق العدالة والتنمية إلى مجلس النواب المغربي وحصل على مصادقة أغلبية الأعضاء (صادق على المقترح 92 عضو بينما امتنع عن التصويت 37 عضوًا) في الجلسة العمومية التي عقدت في فبراير 2014، وبموجب هذا الدمج أصبحت جامعة الملك محمد الخامس بالرباط تضم 19 مؤسسة تعليمية جامعية و5 مراكز بحثية تحت مظلة واحدة.

## كليات ومعاهد الجامعة
ضمت جامعة محمد الخامس السويسي قبل اندماجها مع جامعة محمد الخامس أكدال الكليات والمعاهد التالية:
- كلية الطب والصيدلة
- كلية طب الأسنان
- كلية العلوم القانونية والاقتصادية والاجتماعية السويسي
- كلية العلوم القانونية والاقتصادية والاجتماعية سلا
- كلية علوم التربية
- كلية الآداب والعلوم الإنسانية بالرباط
- المدرسة الوطنية العليا للمعلوماتية وتحليل النظم
- المدرسة العادية العليا للتعليم الفني بالرباط

## مراكز البحث الجامعية
تضم جامعة محمد الخامس السويسي معاهد البحث التالية:
- معهد الدراسات والأبحاث للتعريب
- المعهد الجامعي للبحث العلمي
- معهد الدراسات الإفريقية

## التصنيف
احتلت جامعة محمد الخامس السويسي المرتبة 118 في التصنيف الإقليمي للجامعات العربية لعام 2016. وفي نفس العام احتلت جامعة محمد الخامس بالرباط المرتبة 15 على مستوى الجامعات الإفريقية وفقًا للتصنيف العالمي للجامعات.

## شخصيات بارزة تخرجت من الجامعة
- الحبيب الشوباني، وزير مغربي.
- أمل بن إدريس بن الحسن العلمي
- منذر ذا النون عصفور امين عام وزارة التربية والتعليم سابقا / الأردن

## وصلات خارجية
- الموقع الرسمي لجامعة محمد الخامس السويسي